# Le monstre attaque
Pour les articles homonymes, voir Alien et Alien 2.
Pour plus de détails, voir Fiche technique et Distribution.
Le monstre attaque (Alien 2 sulla Terra) est un film italien de science-fiction horrifique réalisé par Ciro Ippolito et sorti en 1980.
Il raconte l'histoire d'un spéléologue doté de perceptions extrasensorielles qui découvre des œufs extraterrestres venus de l'espace lors du retour d'une mission spatiale. De ces œufs naîtront de terribles créatures qui provoqueront l'extinction de la race humaine.
Le film est une fausse suite italienne d'Alien, le huitième passager (1979) de Ridley Scott, auquel il n'est rattaché par aucun lien narratif, si ce n'est l'idée centrale des œufs d'extraterrestres. Les producteurs d'Alien ont tenté de diverses manières de boycotter sa distribution en poursuivant en vain le réalisateur en justice. Le film a été accueilli par des critiques plutôt négatives, même si certains critiques de cinéma bis ont souligné son caractère culte. Le film a eu une influence sur des films ultérieurs tels que The Descent (2005) ou Apollo 18 (2011).

## Synopsis
États-Unis : tout le pays attend avec impatience l'arrivée de deux astronautes à bord d'un vaisseau spatial qui atterrira au large de la côte est. Pendant ce temps, dans les studios d'une chaîne de télévision de San Diego (Californie), un journaliste interviewe Thelma, une jeune spéléologue qui vient de terminer une exploration et s'apprête à en réaliser une autre. La jeune fille fait une crise pendant l'entretien, sentant un danger imminent. Le responsable de la station est contraint de couper court à l'émission pour diffuser des images en direct du vaisseau spatial. Thelma décide immédiatement d'appeler son psychiatre, car elle a déjà eu des crises similaires dans le passé, étant dotée de fortes perceptions télépathiques. Après l'avoir rencontrée, le psychiatre parvient à la calmer.
Thelma et son compagnon Roy retrouvent les autres spéléologues de leur groupe dans un bowling, puis partent vers le site de la prochaine expédition. Lors d'une halte, Burth sort de la voiture pour acheter des bougies et Thelma décide de se promener sur une plage voisine. Alors que Roy la rattrape, elle subit une nouvelle crise. Pendant ce temps, des roches bleutées et pulsantes commencent à apparaître dans la zone proche de l'amerrissage de la navette. Une petite fille sur la plage en ramasse une et lorsque sa mère parvient à la retrouver, elle découvre que quelque chose a déchiqueté son visage. Alors qu'ils se rendent à la grotte, les spéléologues entendent à la radio que les autorités n'ont trouvé aucun survivant de l'équipage à l'intérieur du vaisseau. Arrivé à proximité de la grotte, le groupe s'arrête dans une supérette pour se changer et se ravitailler ; Burth ramasse un fragment de roche bleutée et le donne à Thelma.
Le groupe de spéléologues commence sa descente dans les tunnels profonds des grottes, s'enfonçant de plus en plus loin dans le sol. Le lendemain matin, alors que Thelma et Jill commencent leur exploration, Jill remarque qu'une pierre dans le sac de Thelma s'est mise à palpiter ; elle la ramasse et elle se fait soudain attaquer par une créature monstrueuse. Thelma court immédiatement chercher l'aide de ses autres amies et leur dit que le visage de Jill est défiguré. Immédiatement, Roy ordonne qu'on amène une civière pour Jill. Dès qu'ils la trouvent, ils découvrent que son visage est intact et qu'elle est simplement inconsciente. Ron apporte la civière et Jill est chargée dessus. Alors qu'ils commencent à remonter l'un après l'autre, une créature extraterrestre surgit soudain du visage de Jill, attaque Ron et le décapite. Les spéléologues s'enfuient et après que Burth ait réussi à récupérer les sonars, ils se séparent : Burth et Maurine se dirigent vers une grotte, Roy et Thelma vers une rivière souterraine tandis que Cliff et Bill se dirigent vers le nord. 
Roy, Thelma, Cliff et Bill se retrouvent, tandis que Burth et Maurine se séparent pour chercher une voiture. Maurine tombe dans le piège du monstre, qui attaque également Burth alors qu'il tente de la sauver. Pendant ce temps, les quatre survivants continuent de chercher une issue et Roy tombe, se blessant à la jambe. Thelma et Bill restent près de Roy, tandis que Cliff s'éloigne pour retrouver Burth et Maurine. Thelma et Cliff restent en contact par le biais d'un talkie-walkie, mais la connexion est soudainement coupée et Thelma, grâce à ses pouvoirs télépathiques, tente de le guider vers un endroit plus sûr. Au moment où elle parvient à entrer en contact avec lui, le monstre l'attaque et le tue. Les trois garçons se remettent à marcher, et ils tombent soudain sur le cadavre de Cliff. Thelma comprend alors que l'extraterrestre prend possession de corps humains pour obtenir de la chaleur et développer physiquement sa forme. Thelma tente de confronter télépathiquement la créature, mais soudain le monstre fait exploser la tête de Cliff et s'en prend à Bill. Ce dernier n'en réchappe pas.
Les deux derniers survivants, Roy et Thelma, parviennent à s'échapper en atteignant la surface et tentent de regagner la ville en voiture. En route, ils croisent une voiture de police, mais la trouvent vide. Roy tente sans succès de communiquer par radio. Ils cherchent de l'aide dans le port, mais n'y trouvent personne non plus. Lorsqu'ils retournent dans la ville, les deux hommes se rendent compte qu'elle est désormais déserte et entrent dans le bowling pour chercher des survivants. Alors que Roy cherche des amis, il est attaqué par le monstre, qui tente également de tuer Thelma. Laissée seule, Thelma crie à l'aide, mais finit par comprendre que l'extraterrestre n'est pas venu sur Terre de lui-même et que ses semblables ont exterminé toute la population.

## Fiche technique
- Titre français : Le monstre attaque ou Le monstre venu du ciel[1]
- Titre original italien : Alien 2 sulla Terra[2]
- Réalisation : Ciro Ippolito
- Scénario : Ciro Ippolito (sous le nom de « Sam Cromwell »), Biagio Proietti (it) (non crédité)
- Photographie : Silvio Fraschetti
- Montage : Carlo Broglio
- Musique : Guido et Maurizio De Angelis (sous le nom de « Oliver Onions »)
- Effets spéciaux : Ciro Ippolito (sous le nom de « Donald Patterly »)
- Décors : Angelo Mattei, Mario Molli (it)
- Costumes : Valeria Valenza
- Maquillage : Lamberto Marini
- Producteur : Ciro Ippolito, Angiolo Stella
- Producteur délégué : Biagio Proietti, Ciro Ippolito
- Société de production : GPS
- Société de distribution : Impegno Cinematografico
- Pays de production :  Italie
- Langues originales : italien, anglais
- Format : Couleur - 1,85:1
- Genre : science-fiction horrifique
- Durée : 92 minutes
- Date de sortie : 
  - Italie : 11 avril 1980
  - France : 25 novembre 1981[1]

## Distribution
- Belinda Mayne : Thelma Joyce
- Mark Bodin : Roy
- Roberto Barrese  (sous le nom de « Robert Barrese ») : le spéléogue
- Benedetta Fantoli (sous le nom de « Benny Aldrich ») : Maureen
- Michele Soavi (sous le nom de « Mychael Shaw ») : Burt
- Valeria Perilli (it) (sous le nom de « Judy Perrin ») : Jill
- Danilo Micheli (sous le nom de « Don Parkinson ») : Bill
- Donald Hodson (de) : M. Raymond
- Claudio Falanga
- Fabrizia Castagnoli : Thelma Joyce (voix)
- Ciro Ippolito : Joe, réalisateur de télévision

## Production

### Génèse et développement
Étant donné le grand succès de l'Alien, le huitième passager de Ridley Scott, Ciro Ippolito décide d'exploiter sa renommée et d'en réaliser une suite apocryphe. L'idée de produire une suite au film est venue à Ippolito lors d'une pause dans le montage d'un de ses films napolitains, un genre qui ne l'intéressait plus. Ippolito, avec le monteur Carlo Broglio, a vu la projection d'Alien au cinéma Adriano à Rome. Sortant de la projection, les deux hommes ont remarqué sur la Piazza Cavour une énorme affiche annonçant L'Enfer des zombies (Zombi 2) de Lucio Fulci qui inspire à Ippolito l'idée de réaliser à son tour Alien 2 qu'il situera non plus dans un lointain espace (comme l'avait fait Scott) mais dans les profondeurs terrestres.
Après avoir pris des dispositions avec le producteur Angiolo Stella, Ippolito annonce le titre du film dans le magazine Variety, bien qu'il n'ait pas encore de scénario consistant à l'époque. Le magazine reçoit de nombreuses demandes concernant le tournage du film, et Stella et Ippolito concluent un accord avec deux distributeurs étrangers qui acceptent de financer le long métrage en tant que coproducteurs. Après avoir signé un accord avec Stella et Ippolito, les coproducteurs leur accordent 400 millions de lires, que les deux Italiens ont utilisé en grande partie pour passer des vacances à Cannes avec deux petites amies, s'acheter deux voitures de sport et d'autres articles de luxe,,.

### Tournage

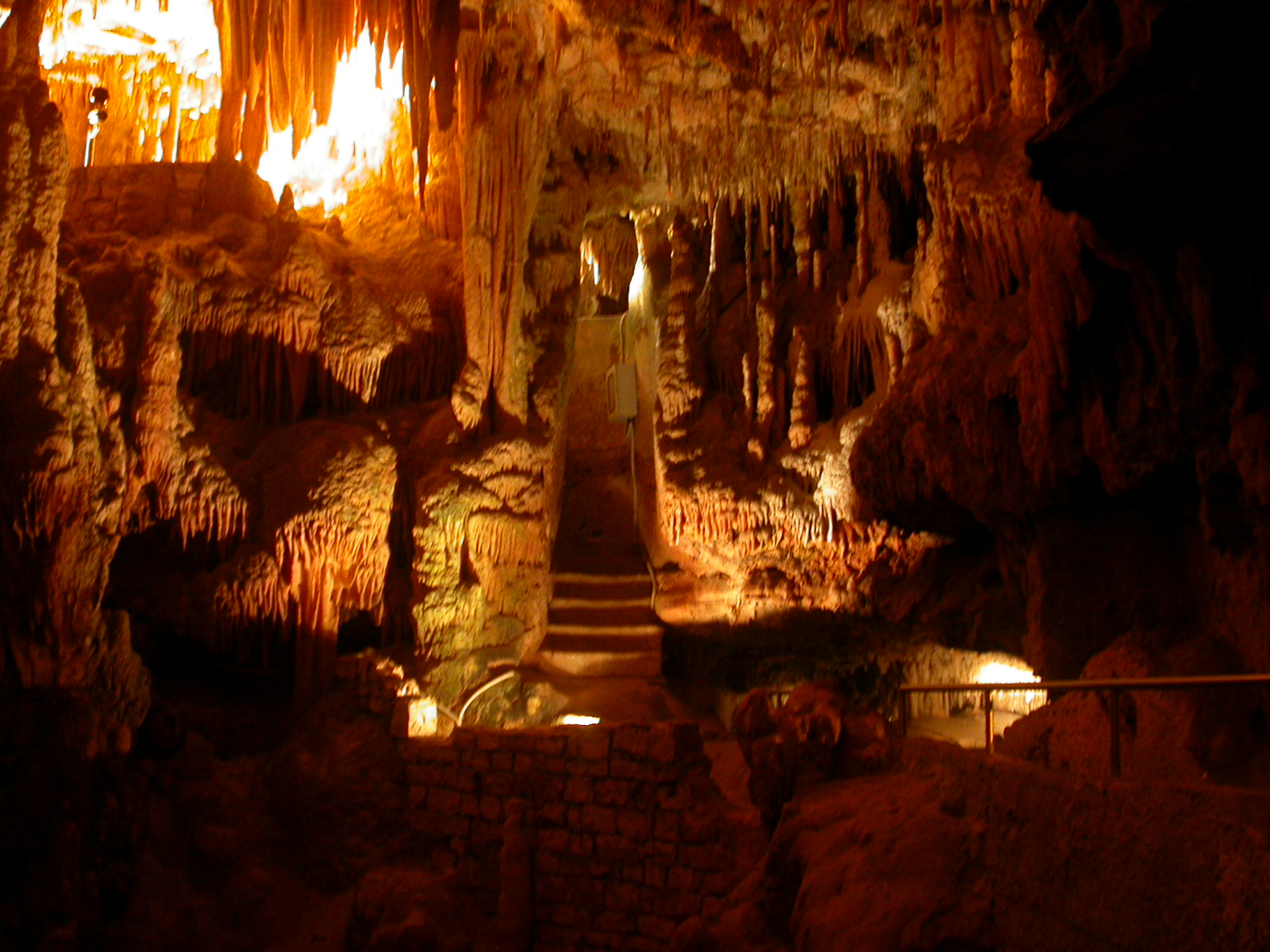
Les grottes de Castellana, où s'est déroulé une partie du tournage.

Pendant la préproduction, Ippolito appelle un scénariste et ils décident ensemble de situer le film sous terre, dans le monde de la spéléologie. À ce stade, il est absolument nécessaire de trouver des lieux, librement accessibles, où ils pourraient tourner les scènes. Ayant vu à la télévision un documentaire sur les grottes de Frasassi et ayant décidé que les grottes seraient le décor idéal pour le film, Ippolito se rend en Yougoslavie où il visite quelques régions célèbres pour leurs grottes, mais le choix définitif se porte sur les grottes de Castellana dans les Pouilles.
Ippolito prend ensuite une brochure sur les grottes des Pouilles, il fait quelques agrandissements des photos et les montre aux producteurs, leur faisant comprendre qu'il s'agissait de plateaux de tournage spécialement aménagés dans les studios grâce à l'argent investi dans la réalisation du long métrage.
Après avoir déterminé la distribution des rôles, la réalisation est confiée à Biagio Proietti (it), mais après une semaine et divers malentendus, il est évincé du projet. Ippolito propose donc le film à Mario Bava, qui est cependant déjà occupé par un autre film et conseille à Ippolito de prendre lui-même la direction du film. Ippolito remplace Proietti quelques jours plus tard, sous le pseudonyme de Sam Cromwell, et cela marque ses débuts de réalisateur.
Toutes les scènes souterraines avaient pour seul décor les grottes de Castellana dans la province de Bari. Le tournage dure environ trois semaines. Outre les scènes des grottes, le tournage se déroule à Rome dans les studios de Cinecittà ainsi qu'en Californie entre Los Angeles, San Diego (Mission Beach, Coronado) et la frontière mexicaine.

### Effets spéciaux
Bava avait suggéré à Ippolito d'utiliser des tripes comme moyen peu coûteux de fabriquer la créature extraterrestre. Aux prises avec des problèmes de budget, au début du tournage, Ippolito demande à un accessoiriste nommé Bombardone d'aller acheter des tripes, puis de les placer autour de l'objectif afin de créer l'illusion que la caméra était l'œil du monstre. Pour rendre l'effet réaliste, on a fait trembler la viande comme si elle faisait partie d'un organisme vivant à l'aide de pompes médicales, ce qui a permis de créer la « subjectivité » du monstre.
Les effets spéciaux ont été réalisés dans une cave de Rome. Toutefois, en raison des innombrables cris d'hommes et de femmes que l'on entendait et de la forte odeur de chair putride qui s'échappait du sous-sol, les colocataires ont appelé la police. Celle-ci a arrêté toute l'équipe de tournage, soupçonnée de meurtre et de dissimulation de cadavre. Les effets sonores du monstre ont été créés en mélangeant un souffle et un enregistrement audio du technicien de scène Alberto Tinebra pendant qu'il ronflait. La bande originale du film a été composée par les musiciens Guido et Maurizio De Angelis et signée du nom de leur groupe Oliver Onions. La bande originale est restée inédite.

## Exploitation
Le film a été approuvé par la commissione per la classificazione delle opere cinematografiche le 2 avril 1980, avec le visa no 75007. Le film a été interdit aux moins de 16 ans en France, aux moins de 18 ans en Allemagne de l'Ouest et au Royaume-Uni, et aux moins de 17 ans non accompagnés aux États-Unis (classé R). À Singapour, cependant, le film a été interdit aux mineurs non accompagnés de moins de 16 ans.
Le film est sorti le 11 avril 1980 en Italie, puis le 24 août 1980 en Espagne (Alien 2 - Sobre la Tierra), le 19 septembre 1980 en Grèce (Αλιεν 2 - Το Τερας Στη Γη!), le 2 avril 1981 au Portugal (Alien vault atacar), le 23 juillet 1981 aux Pays-Bas (Alien 2), le 19 mars 1982 en Allemagne de l'Ouest (Alien, die Saat des Grauens kehrt zurück) et le 22 mars 1980 aux États-Unis (Alien 2, également connu sous les noms Alien Terror, Strangers ou encore On Earth). Le film est sorti en France le 25 novembre 1981.

### Billetterie
Le film a eu un certain succès dans le monde, parvenant même à couvrir ses coûts de production (largement dépensés par Broglio et Ippolito pour les vacances de Cannes), qui étaient d'environ 400 millions de lires. En Italie, le film a rapporté environ 148 millions de lires, sans parvenir à entrer dans le classement des 100 plus grosses recettes de la saison 1980/1981. Le film a également été distribué en Espagne, où il a attiré 211 000 spectateurs et rapporté 32 433,124 pesetas.

### Accueil critique
Le monstre attaque / Le Monstre venu du ciel est accueilli de manière diverse par les sites de cinéma traitant du genre des films de série B,, tandis que les critiques professionnels italiens ont donné des avis négatifs au film. À la sortie du Blu-ray aux États-Unis, les critiques ont qualifié le film de médiocre à « étrangeté culte »,.
Achille Valdata, dans le quotidien La Stampa en 1980, écrit à propos du film que « le résultat est un produit assez cloisonné, où les références à certains détails du précédent Alien de Ridley Scott apparaissent très superficielles » et que « le film respecte, en l'appliquant à plusieurs reprises, la recette de la science-fiction horrifique ». Maurizio Porro, du Corriere della Sera, le critiquait davantage, arguant que « [...] la touche de science-fiction d'épouvante est superficielle et mal arrangée ; Et surtout, le scénario est souvent à la limite de la parodie [...] les prestations des acteurs sont plus que médiocres ». En examinant le film suivant d'Ippolito intitulé Arrapaho, un journaliste de la Repubblica a rappelé que Le monstre attaque était une représentation de science-fiction déglinguée. Marcello Garofalo, dans un article du magazine Ciak, a inclus le film dans la liste « Les 100 films les plus déments de l'histoire ».
Rudy Salvagnini, dans son  Dizionario dei film horror, donne au film une étoile sur cinq et le qualifie de monotone avec des extraterrestres qui « [...] n'inspirent aucune crainte », puis termine la critique par la phrase « Pauvre en moyens et en idées, ennuyeux ». Farinotti et Fantafilm ont tous deux attribué au film une étoile sur cinq,. Le site Web Film.tv écrit que « le fil narratif original est sacrifié par une mise en scène bâclée et pleine de coups bas » et ajoute que « le film n'a évidemment rien à voir avec la série Alien : c'est un plagiat [...] ». Finalement, il donne au film une étoile sur cinq, mais il a apprécié la tension (trois étoiles sur cinq) et critiqué le rythme (une étoile sur cinq).
Roberto Chiavini, Gian Filippo Pizzo et Michele Tetro ont écrit dans leur livre Il grande cinema di fantascienza : « À oublier absolument [...], authentique film trash avec de très mauvais effets spéciaux ». Gianni Canova, dans son Enciclopedia del cinema, l'a qualifié de film de science-fiction « sinistre ». Dans le magazine Segnocinema, le film a été mal accueilli et le journaliste écrit que « lorsque l'autarcie de la SF expose de telles misères, le cinéma est une cruauté ».

### Alien, le huitième passager
Une fois terminé, le film a été distribué dans le monde entier avec des changements de titre substantiels, car la 20th Century Fox a intenté une action en justice dans tous les pays où le film a été diffusé, et a également intenté une action en justice contre le réalisateur pour dix millions de dollars pour le plagiat du film Alien, le huitième passager (1979) de Ridley Scott.
Ippolito a alors proposé aux distributeurs étrangers d'inclure dans leurs contrats avec les différents exploitants la possibilité de changer ou de garder le titre Alien 2, mais en cas de procès, ils le paieraient. De plus, un avocat britannique a trouvé un roman des années 1930 intitulé Alien, ce qui permettait à Ippolito d'utiliser le titre car il n'avait pas été inventé par Ridley Scott. Le procès a finalement été gagné par le réalisateur italien car le terme Alien n'est pas soumis au droit d'auteur.
Avant d'intenter une action en justice contre le film, la Fox a demandé à Ippolito de leur vendre les droits, alors que le film était en voie d'achèvement. La Fox avait pour intention de le détruire dès que les droits leur aurait été cédé pour empêcher sa distribution dans les salles de cinéma.

### The Descent
En 2006, alors qu'il présentait Le monstre attaque au « Joe D'Amato Horror Fest », Ippolito rencontre un admirateur qui lui a suggéré des similitudes entre son œuvre et le film The Descent (2005). Plus tard, à Venise, le réalisateur Neil Marshall a déclaré qu'il s'était inspiré des films d'horreur italiens du passé. Ippolito a décidé de le poursuivre en justice, même si, lors d'une interview, il a déclaré : « S'ils m'avaient demandé les droits, je les leur aurais donnés ».

## Suites
Après la sortie du film, l'idée de faire une suite intitulée Alien 3, réalisée par Bruno Mattei et avec des effets spéciaux de Francesco et Gaetano Paolocci, a brièvement circulé. La société de production a fait une étude de marché pour statuer sur l'intérêt d'une suite, mais après une analyse minutieuse, elle a décidé de ne pas donner suite au film. Bien que le projet n'ait jamais été réalisé, une affiche test existe.
En 2011, Apollo 18, un film américain réalisé dans un style documenteur, est sorti dans les salles de cinéma. Réalisé par l'Espagnol Gonzalo López-Gallego, le film se déroule dans l'espace comme Alien, le huitième passager (1979) de Ridley Scott, mais présente des similitudes avec le scénario du monstre attaque. Certaines critiques ont noté que, toujours dans ce film, des roches bleutées d'origine extraterrestre se révèlent être des formes de vie extraterrestres contaminant les organismes humains,.